# Acueducto de San Jerónimo de Cotalba
El acueducto de San Jerónimo de Cotalba, también conocido como la Arcada o la Arcà, es una conducción de agua de cinco kilómetros que transportó desde el siglo XV hasta finales del siglo XX las aguas de la Font de la Finestra hasta los aljibes y balsas del monasterio de San Jerónimo de Cotalba. Fue declarado Bien de Interés Cultural en 1994 en todo su recorrido, junto al monasterio.

## Historia
En 1485 se firman los capítulos de la concordia entre Pedro Cabrera, señor de Rótova, y los monjes de San Jerónimo, que permitía a estos construir el acueducto a través del término de Rótova. En compensación les exigía entre otras cosas la dotación de una pluma de oca (un agujero abierto a la acequia en forma de pluma). La canalización consistió en una tubería cerrada hecha con tubos de barro cocidos de forma circular de veinte centímetros de diámetro y una pileta para recoger el agua de la pluma de oca, una fuente que daría servicio al pueblo de Rótova hasta bien avanzado el siglo XX.  La obra se inició en 1485 y se terminó en 1491.
Dado el poco caudal de agua que llegaba a Rótova y al Monasterio a causa de las continuas obstrucciones, en 1880 Federico Trenor, propietario del Monasterio después de la desamortización de Mendizábal de 1835, inicia la reconstrucción del acueducto que consistía en levantar el nivel del cajero. sustituir el sistema de conducción con tejas árabes Seguidas y dispuestas en forma de u que deja la canalización de agua a al descubierto facilitando su mantenimiento y limpieza. Este sistema funcionó hasta el año 1980.

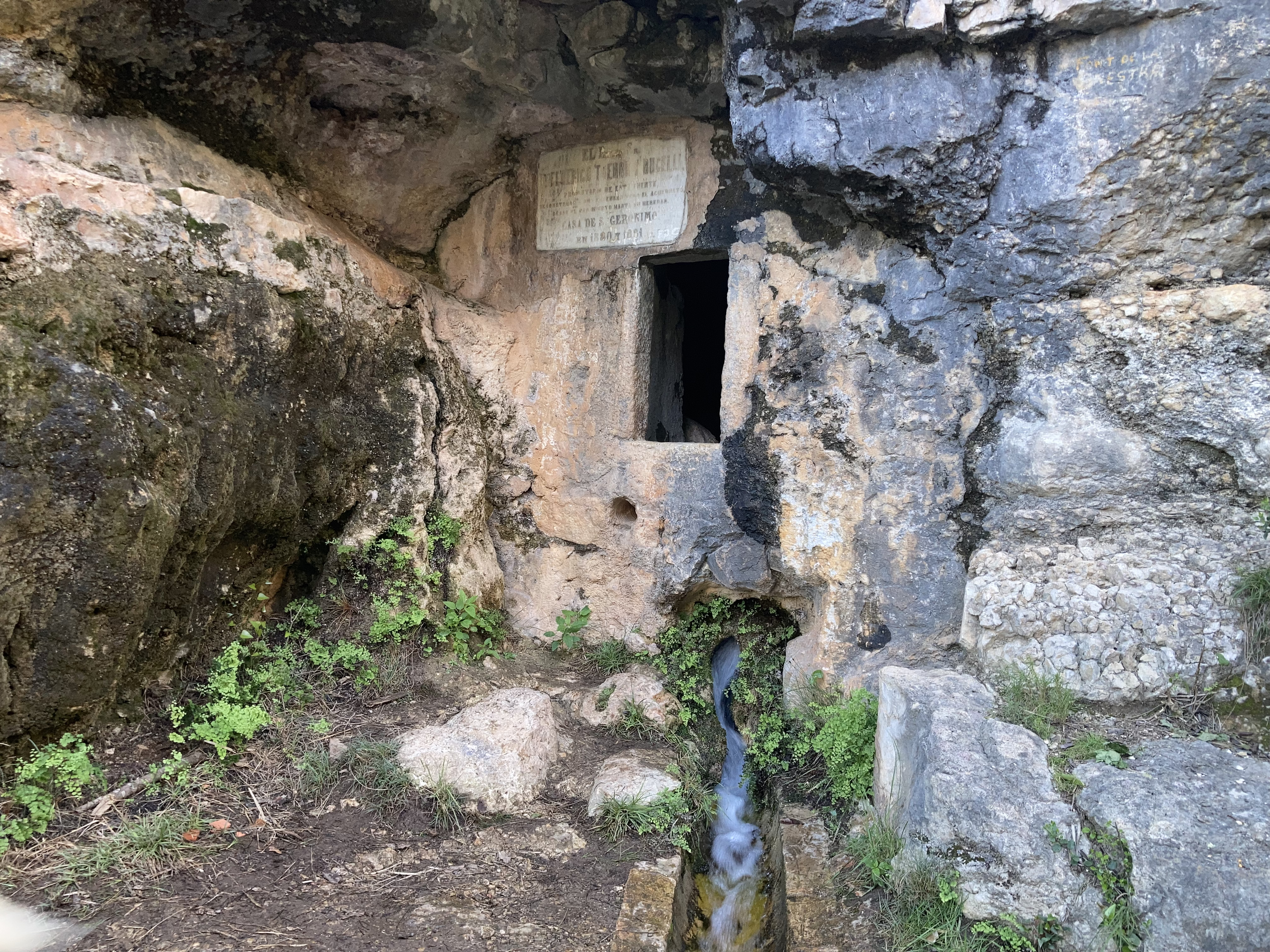
Font de la Finestra

## Recorrido
Se inicia en la Font de la Finestra, por la vertiente derecha del barranco de la Falzia el cual se atravesado antes de llegar al río Vernissa mediante un puente de hierro. Entra en el término de Ròtova y cruza el barranco de les Galeries mediante un primer arco apuntado de factura gótica hecho con piedra y argamasa. Tiene siete metros de altura y veinte metros de largo. Después, por la vertiente izquierda del río, transcurre pegado a la Penya Roja para después cruzar el barranc Blanc mediante un segundo arco de medio punto de ladrillo.
Antes de llegar a Ròtova la canaleta sigue por la Penyeta del Gos donde había unas piletas que permitían coger agua a la gente de Ròtova. A la altura del barranco de Puig encontramos un tercer arco de medio punto con dos arcadas hechas de ladrillo plano de seis metros de largo, y la luz de cada uno de los arcos es de ciento cincuenta metros. A continuación cruza el barranco de los Blancos con un cuarto arco y cerca del convento atraviesa el barranco del Garrofer mediante dos arcos de medio punto. 
Finalmente, ya en tierras del monasterio, pasa por encima de un acueducto gótico-mudejar con dos hileras de arcos, una formada por cuatro arcos apuntados de grandes dimensiones y encima de ellos dieciocho arcos pequeños de medio punto.